# Diospyros sylvatica
Diospyros sylvatica är en tvåhjärtbladig växtart som beskrevs av William Roxburgh. Diospyros sylvatica ingår i släktet Diospyros och familjen Ebenaceae. Utöver nominatformen finns också underarten D. s. sylvatica.